# سارة أندرسن
سارة أندرسن (بالإنجليزية: Sarah Andersen)‏ هي رسامة كارتون أمريكية، ولدت في 15 يونيو 1992.